# 蓋恩斯 (紐約州)
蓋恩斯（英語：Gaines）是一個位於美國紐約州奧爾良縣的鎮。

## 人口
根據2020年美國人口普查的數據，蓋恩斯的面積為89.25平方千米，當中陸地面積為89.15平方千米，而水域面積為0.10平方千米。當地共有人口3226人，而人口密度為每平方千米36人。